# Pristina distrikt
Pristina (serbiska: Приштински округ, Prištinski okrug) är ett distrikt i Kosovo. Det ligger i den östra delen av landet. Huvudstaden Priština ligger i Pristina. Antalet invånare är 477 312.